# Plan (kartografia)

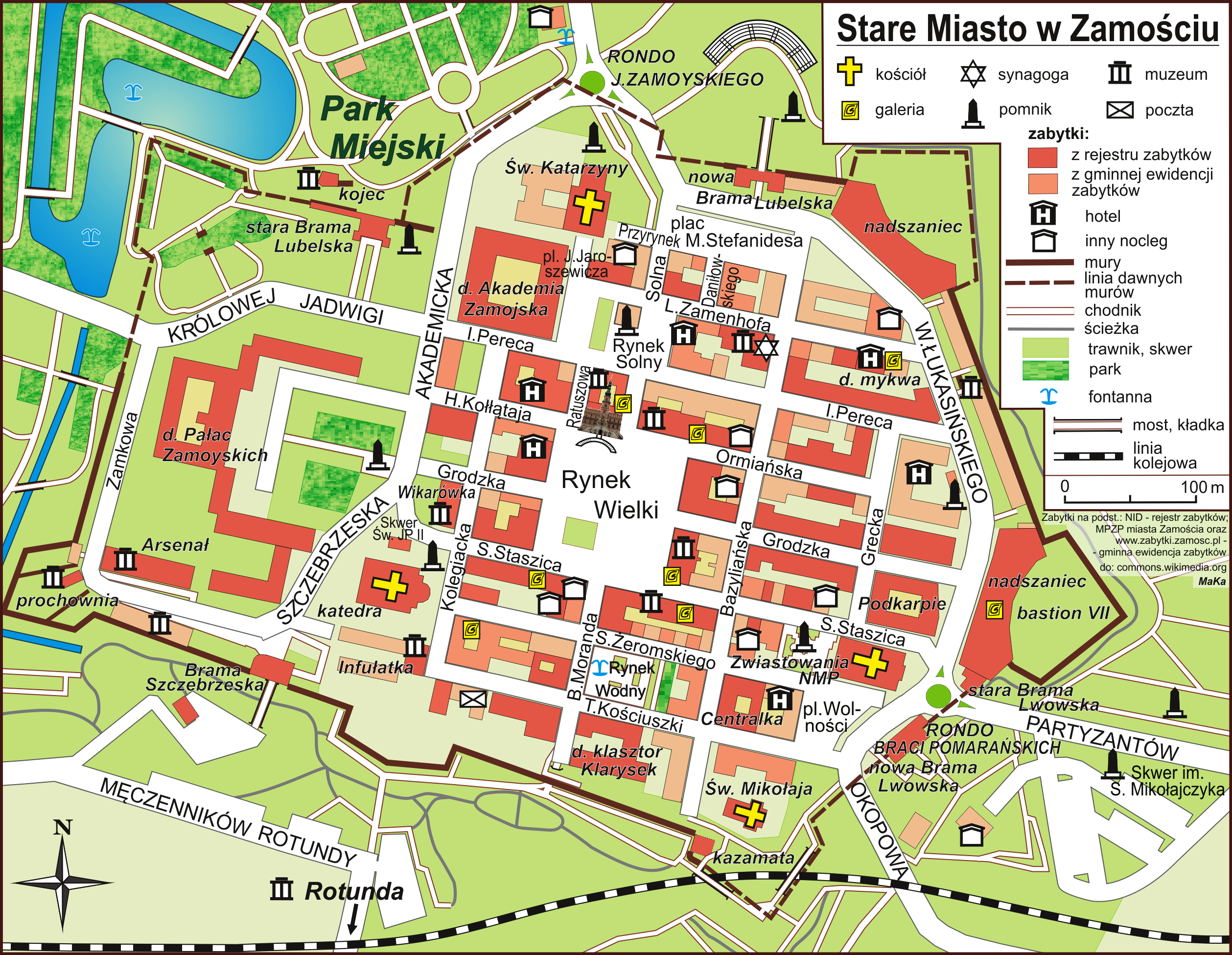
Przykładowy plan Starego Miasta w Zamościu

Plan – obraz niewielkiego obszaru powierzchni Ziemi przedstawiony na płaszczyźnie za pomocą symboli kartograficznych w dużej  skali (najczęściej 1:2 000 lub 1:10 000), a co za tym idzie bardzo szczegółowy.
Różnica między planem a mapą polega na tym, że plan przedstawia tak mały fragment powierzchni, iż można uznać ją za powierzchnię płaską. W związku z tym nie trzeba uwzględniać podczas jego przygotowywania deformacji obrazu wynikających z kulistości Ziemi, z tego też powodu na planie brak układu współrzędnych geograficznych. W większości przypadków plany nie mają siatki kartograficznej, lecz specjalną siatkę kwadratów, opisaną podobnie jak pola szachowe. Pionowe kolumny są oznaczone literami, a poziome wiersze- cyframi. Taki opis ułatwia lokalizację ulic, których nazwy są wymienione zazwyczaj na odwrocie planu. W legendzie planu znajdują się objaśnienia sygnatur punktowych i liniowych.